# Екберт I фон Пернег
Екберт I фон Дегендорф и Пернег (на немски: Eckbert von Deggendorf und Pernegg; † 19 януари 1200) от рода на графовете на дворец Раабс на Тайя в Долна Австрия, е 1171 г. господар на Пернег на Мур в Щирия и 1180 г. граф на Дегендорф в Германия и Пернег в Долна Австрия.

## Живот
Той е единствен син на Улрих I/III фон Дегендорф и Пернег († сл. 1172) и съпругата му графиня Кунигунда фон Формбах-Питен († сл. 1151), наследница на Формбах-Питен, вдовица на граф Бертхолд II фон Андекс († 1151), дъщеря на граф Екберт II фон Формбах († 1144) и Вилибирга от Щирия († 1145). Внук е на граф Конрад I фон Раабс († ок. 1155), бургграф на Нюрнберг.
Екберт I фон Дегендорф и Пернег основава през 1188 г. манастир Пернег и го предава на епископа на Пасау.

## Фамилия
Екберт I фон Дегендорф и Пернег се жени за Хедвиг фон Боген († 13 юни сл. 1188) от династията Бабенберги, дъщеря на граф Бертолд II фон Боген († 1167) и Лиутгард фон Бургхаузен († 1195). Те имат четири деца:
- Улрих IV фон Пернег (II) († 25 януари 1218), граф на Пернег (от 1200), граф на Дегендорф (от 1203), основа манастирите Герас и Бернек; женен за Димудис; има син Екберт III († пр. 25 юли 1250), граф на Пернег
- Екберт II († сл. 1188), граф на Пернег, основава манастирите Герас и Бернек (1188)
- Еуфемия († пр. 20 февруари 1220)
- Венцел († 14 юли)